# Ed Hardy

Logo de la marque.

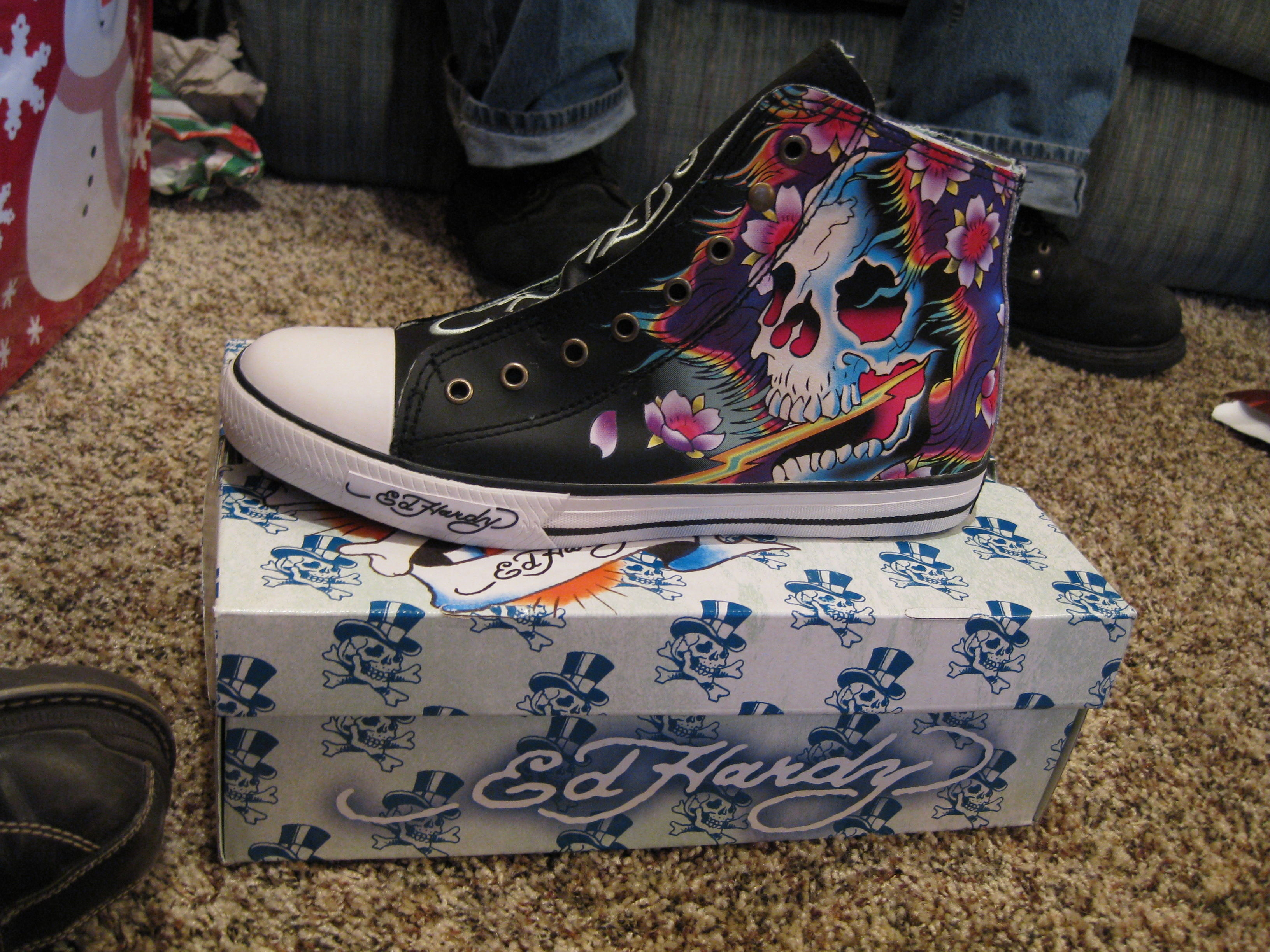
Sneakers Ed Hardy.

Ed Hardy est une marque de vêtements fondée sous licence commerciale par Christian Audigier : « En 2004, j'ai décidé de voler de mes propres ailes, en créant ma marque, inspirée par les réalisations du tatoueur Ed Hardy. »
L'artiste de San Francisco lui cède ses droits sur certains dessins. 2 000 de ses motifs — têtes de mort, dragons, tigres, etc. — sont ainsi apposés sur des vêtements.
Audigier  fait ensuite appel à des célébrités pour les mettre en avant. Un t-shirt porté par Madonna au Malawi est un élément déclencheur du succès de la marque.
Au fil des années, la marque commercialise d'autres produits : vin, étuis de téléphone, maroquinerie, parfums, chaussures...
En 2009, l'entreprise compte 5 000 points de vente à travers le monde.
En 2010, Ed Hardy réalise 130 millions de chiffre d'affaires.
Un an plus tard, Audigier cède la marque au groupe américain Iconix Brand Group,,. 